# Whitcomb Judson
Pour les articles homonymes, voir Judson.
Whitcomb L. Judson (7 mars 1846 - 7 décembre 1909) était un inventeur américain, né à Chicago, dans l'État de l'Illinois. Whitcomb est connu en particulier pour l'invention de la première fermeture à glissière, en 1890. Le brevet no 504.037 lui fut octroyé le 25 août 1893.
Durant sa carrière d'inventeur, il déposa des brevets pour la fermeture à glissière, mais aussi pour des améliorations aux moteurs et aux freins des trains. Il apporta également d'autres améliorations aux automobiles, qui firent de son fils un millionnaire.
Le film La Vérité si je mens ! 3 nomme le modèle de chaussures chinoises importée par Serge Benamou du nom de cet inventeur, en référence au souci de fabrication des fermetures éclair dans le premier film de la saga.

## Jeunesse
Judson est né le 7  Mars 1846 à Chicago, dans l'Illinois. D'après le recensement de 1860, il vivait dans l'Illinois, et servait dans l'Armée de l'Union.
|  |  |